# Martin Stručovský
Martin Stručovský (* 22. prosince 1989 Jindřichův Hradec) je český autor vědeckofantastických a detektivních příběhů.
Absolvoval Filozofickou fakultu Západočeské univerzity v Plzni. Od roku 2007 píše pro sci-fi rubriku Sarden internetového deníku Neviditelný pes, v letech 2010–2013 ve funkci zástupce šéfredaktora a od roku 2014 jako šéfredaktor. Je také redaktorem webu JFK Fans (fanouškovské stránky sci-fi a fantasy série Agent JFK.
Píše již od svých třinácti let. Jeho první publikovanou prací je povídka Agent Vincent Vega – Slzy bohů (2008) právě ze série Agent JFK. Kromě povídek vydal detektivní román Bez duše (2018) a společně s Michaelem Broncem uspořádal antologii fantastických povídek Excelsior, gentlemani! (2014).